# Angono
Angono es un municipio urbano de Primera Clase de la provincia de Rizal, Filipinas. Angono es reconocida como "La Capital Artística de las Filipinas" y se encuentra ubicada a 30 kilómetros al este de Manila. De acuerdo con el censo de 2007, tiene una población de 97,209 habitantes. La alcaldesa es Aurora Villamayor del Partido Liberal.
Fue fundada en 1766, y convertida en municipio en 1935.

## Extensión
Con la extensión continua del Metro Manila, el municipio ahora se incluye como parte del área metropolitana de Manila que alcanza Cardona en su partición de Westernmost.

## Cultura
Angono es hogar de dos grandes artistas nacionales, Lucio San Pedro (músico) y Carlos “Botong” Francisco (artista). Una de las escuelas públicas en Brgy. Mahabang Parang se llama Carlos "Botong" V. Francisco National High School en honor al artista.
Cada 23 de noviembre, Angono celebra el “Festival Higantes” que coincide con el banquete de San Clemente, el Santo Patrono de Angono. El festival de Higantes es promovido como acontecimiento turístico a escala nacional. Este evento atrae a una cantidad considerable de turistas de todo el mundo.

## Escuelas
Primaria y/o Secundaria
- Escuela Cristiana de Angono, Inc.
- Escuela Central Elementaria de Angono
- Bachillerato Nacional de Angono
- Bachillerato Privado de Angono
- Centro de Aprendizaje BJC Chrissamore
- Academia Familiar Blanco
- Carlos "Botong" V. Francisco National High School
- Escuela Christ the King
- Escuela Cross Mount
- Escuela Elementaria Doña Nieves Songco
- Gingergrace Academe
- Escuela Cristiana Integrada Holy Deliverance
- Escuela Elementaria Joaquin Guido
- New Hope in Faith School
- Escuela Piloto Regional para las Artes
- Seven Angels College, Inc.
- St. Martin Montessori School
- Throne of Wisdom
- Escuela Integrada Young Saint John

Primaria/Secundaria/Vocacional
- Colegio de San Clemente

Vocacional
- ICCT Colleges Foundation Inc. - Angono
- Jobsway Institute & Development Training Center, Inc.

Terciaria
- Universidad de Rizal, Campus Angono

Eclesiástica
- Seminario Vincentian Hills

## Barangays
Angono está subdividido políticamente en 10 barangays.
- Bagumbayan
- Kalayaan
- Mahabang Parang
- Población Ibaba
- Población Itaas
- San Isidro
- Santo Niño
- San Pedro
- San Roque
- San Vicente